# Помбија
Помбија (итал. Pombia) је насеље у Италији у округу Новара, региону Пијемонт.
Према процени из 2011. у насељу је живело 1926 становника. Насеље се налази на надморској висини од 282 м.

## Становништво
Према резултатима пописа становништва 2011. у општини је живело 2.182 становника.
| 1931. | 1936. | 1951. | 1961. | 1971. | 1981. | 1991. | 2001. | 2011. |
| ----- | ----- | ----- | ----- | ----- | ----- | ----- | ----- | ----- |
| 1.396 | 1.921 | 1.433 | 1.351 | 1.237 | 1.256 | 1.291 | 1.818 | 2.182 |